# Opeatogenys cadenati
Opeatogenys cadenati — вид риб родини Присоскоперові (Gobiesocidae). Вид зустрічається на сході Атлантики біля узбережжя Західної Африки. Тіло завдовжки до 2,1 см. Вид мешкає на мілководді серед водоростей.